# Kirsch János

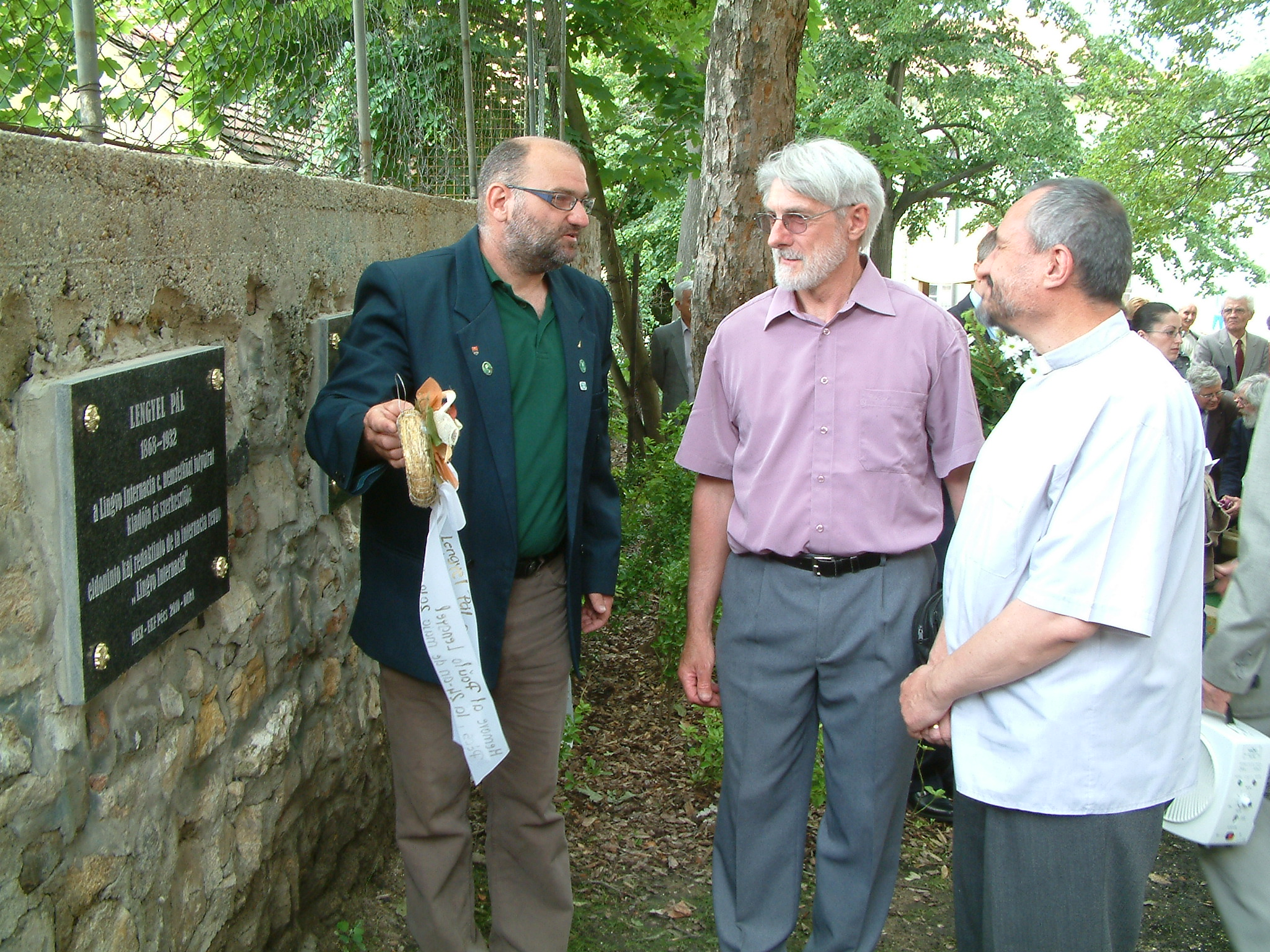
Lengyel Pál (nyomdász), szekszárdi eszperantista emléktáblájának megkoszorúzása a pécsi Eszperantó Parkban, 2010-ben

Kirsch János (Mezőtúr, 1961. január 12. – Szekszárd, 2012. május 22. ) író, költő, diakónus, eszperantista, templomigazgató, középiskolai tanár, 6 gyermek édesapja, a keresztény és polgárértékek elkötelezett híve. "Kettős állampolgár" -nak vallotta magát: legfőbb életcéljának a földi és égi haza szolgálatát tekintette. Többnyire az igehirdetésben elhangzó elmélkedései olykor írásban is megjelentek a helyi lapokban. Igény szerint eszperantó nyelven is prédikált, illetve publikált. E nyelven írt versei olykor szinte tükörképei a magyar változatnak, máskor viszont ugyanabból az ihletből, alapötletből egészen más végkifejletekig jutottak el. Több mint három évtizeden keresztül vett részt az eszperantó mozgalomban. Családjának tagjai is beszélik a nyelvet.

## Iskolái
Gyermekkorát a Jász-Nagykun-Szolnok megyei Kuncsorbán töltötte. Édesapja földműves volt, édesanyja az otthoni munkákat látta el négy gyermeke mellett. 
Általános iskolai tanulmányait szülőfalujában végezte, utána a kecskeméti Piarista Gimnáziumba került, ahol le is érettségizett. Teológiai és hitoktatói tanulmányait Egerben, majd Budapesten végezte (1981-1990). Szombathelyen nyelvtanári diplomát szerzett (1994).

## Családja
1990-ben megnősült Felesége Rojik Ágota, gyermekeik: Veronika Ágota (1991), Mária Anna (1994-95), Márton Áron (1996), János Márk (1997), Péter Kristóf (2000) és Katalin Zsófia (2003).

## Munkássága
- Értelmi fogyatékos gyermekek nevelője Tiszaföldváron (1985-87)
- Tamásiba kerül, ott hitoktató és lelkipásztor (1987)
- Zalaszabarban (1990) részt vett feleségével a katolikus iskola megszervezésében.[4] Mindketten ott tanítottak.
- Plébániaigazgató Iregszemcsén (1994)
- Mayer Mihály pécsi püspök szerpappá szentelte (1996)
- Szekszárdon az újvárosi plébánia igazgatója ill. a Kolping Katolikus Szakképző Iskola hittanára (1998)

## Kötetei
- A katedrális küszöbén. Elmélkedések és versek; Accordia, Bp.–Szekszárd, 2009

## Antológiái
- JEL + IGE – 1999
- Karácsony ajándéka – 2000
- Égboltív – 2003
- Szólni a tűz mellett – 2004
- Rejtjelenések – 2005
- A bejárható végtelen – 2008

## Emlékezete
- 2012. július 19-én Szekszárdon az újvárosi római-katolikus templom mögötti parkban a Nemzetközi Katolikus Eszperantista Szövetség 65. kongresszusának keretében táblát avattak tiszteletére.[5]